# Kelme
Kelme (зареєстрований під назвою New Millenium Sports, S.L.) — іспанський виробник спортивного одягу, взуття та аксесуарів, що акцентує велику увагу на командні види спорту, а саме на футбол та футзал. Штаб-квартира Kelme знаходиться у місті Ельче (провінція Аліканте, Іспанія).

## Історія бренду
Компанія заснована в 1977 році братами Хосе та Дієго Хіллес, спочатку це була невеличка взуттєва фабрика, що спеціалізувалися на спортивному взутті, а саме на футбольних бутсах та кросівках для легкої атлетики. На початку 90-х років 20-го століття компанія значно розширила свій товарний асортимент додавши до нього спортивний одяг та аксесуари.
Саме у 90-х бренд став відомим на весь світ завдяки технічному партнерству збірної Іспанії на Олімпійських іграх 1992 року (іспанці здобули 22 медалі, що й досі є найкращим результатом іспанської олімпійської збірної). В 1994 році тенісистка Кончіта Мартінес виграла Вімблдон в екіпіровці іспанського бренду.
Протягом чотирьох років з 1994 до 1998 Kelme — технічний партнер FC Real Madrid. За час співпраці з іспанським брендом королівський клуб двічі виграв чемпіонат Іспанії, Суперкубок Іспанії та Лігу Чемпіонів.

## Спонсорство
Станом на 2020 рік Kelme — технічний партнер більш як 80 команд у сорока країнах світу.

### Футбол
- «Еспаньйол»
- «Алавес»
- «Вотфорд»
- «Боавішта»
- «Санта-Клара»
- «Атлетіко Колон»
- «Чорноморець» (Одеса)
- «Верес» (Рівне)
- «Минай» (Закарпаття)
- «Таврія» (Сімферополь)

### Футзал
- «ХІТ» (Київ)
- «Де Трейдинг»
- «Кардинал» (Рівне)

### Баскетбол
- Басконія
- Нептунас
- Федерація баскетболу Туреччини